# Themisto abyssorum
Themisto abyssorum är en kräftdjursart som först beskrevs av Boeck 1870.  Themisto abyssorum ingår i släktet Themisto och familjen Hyperiidae. Arten är reproducerande i Sverige. Inga underarter finns listade i Catalogue of Life.